# Paulo Jorge Vieira Alves
Paulo Jorge, de nombre completo Paulo Jorge Vieira Alves es un futbolista portugués nacido el 5 de mayo de 1981 en Portugal que juega actualmente en el Gil Vicente Futebol Clube.

## Ascensión meteórica
Después de jugar varias temporadas en la segunda división con el FC Maia (incluida una cesión al equipo de la tercera división Infesta), Paulo Jorge ended up making a move to Oporto side Boavista FC después 2003/04 and 2004–05, both seasons in which Paulo noticeably played above average football. After a fantastic 2005–06 spell at the "axadrezados", where he became a key figure leading the right flank, habiendo marcado 6 goles, clubes como el Valencia CF y PSV Eindhoven preguntaron por los servicios de Paulo Jorge, but after turning down an offer from champions FC Oporto he joined SL Benfica. En su primer partido con el equipo lisboeta marcó el único gol en la derrota de su equipo, 3 -1, en un partido de pre-temporada contra el AEK Athenas de Grecia, después disputó partidos de la UEFA Champions League partidos contra el FK Austria Viena y el FC Copenhague. Después de jugar algunos partidos con el Benfica, Paulo Jorge fue cedido al Málaga CF donde jugó toda la temporada 2007-2008 hasta el 30 de junio que finalizó su contrato debiendo regresar al club lisboeta.
El pasado mes de julio y por las próximas dos temporadas, Paulo Jorge fichó por el club portugués el CS Marítimo de la isla de Madeira, equipo que juega en la máxima categoría del fútbol portugués, alcanzando la pasada liga un puesto que le permitirá jugar la Copa de la UEFA.

## Equipo nacional
Paulo Jorge ha competido en todas las categorías inferiores de la selección de Portugal, salvo en la absoluta. The Portugal A-team is well served with flankers such as Cristiano Ronaldo, Ricardo Quaresma, Simão Sabrosa y Luís Boa Morte, so his near-future chances of earning a starting place look dim but has already been called up for a friendly by Luiz Felipe Scolari, despite not having played.

## Clubes
| Club                      | País           | Año       |
| ------------------------- | -------------- | --------- |
| FC Maia                   | Portugal       | 2000-2005 |
| Boavista FC               | Portugal       | 2005-2006 |
| SL Benfica                | Portugal       | 2006-2007 |
| Málaga CF                 | España         | 2007-2008 |
| CS Marítimo de Funchal    | Portugal       | 2008-2010 |
| Al Ittihad                | Arabia Saudita | 2010-2012 |
| Gil Vicente Futebol Clube | Portugal       | 2013-     |